# Bungle Bungle Range
Bungle Bungle Range är klippor i Australien. De ligger i delstaten Western Australia, omkring 2 000 kilometer nordost om delstatshuvudstaden Perth.
Trakten runt Bungle Bungle Range är nära nog obefolkad, med mindre än två invånare per kvadratkilometer.. Det finns inga samhällen i närheten.
Omgivningarna runt Bungle Bungle Range är i huvudsak ett öppet busklandskap. Genomsnittlig årsnederbörd är 720 millimeter. Den regnigaste månaden är februari, med i genomsnitt 162 mm nederbörd, och den torraste är augusti, med 1 mm nederbörd.